# Mangenotia
Mangenotia là chi thực vật có hoa trong họ Apocynaceae.